# سه‌گانه‌ناباوری
سه‌گانه‌ناباوری (به انگلیسی: Nontrinitarianism) گونه‌ای از مسیحیت است که که سه‌گانه‌باوری (تثلیث)، آموزه اصلی مسیحیت را که بیان می‌کند خدا دارای سه اقنوم یا شخص متمایز است، رد می‌کند. گروه‌های مذهبی متعددی که در دوران اصلاحات پروتستانی به عنوان ضد تثلیث ظهور کردند، به دلیل ماهیت سه‌گانه‌ناباوریشان جزو پروتستان‌ها به‌شمار نمی‌روند.
دیدگاه سه‌گانه‌ناباوران دربارهٔ طبیعت خدا، عیسی و روح‌القدس بسیار متفاوت است. بر اساس تعداد پیروان، سه‌گانه‌ناباوری یک از اقلیت در میان مذاهب مسیحی است. از بزرگ‌ترین فرقه‌های سه‌گانه‌ناباور، کلیسای عیسی مسیح قدیسان آخرالزمان و پیروان برانهام و کلیسای متحده پنطیکاستی ملقب به UPCI و شاهدان یهوه را می‌توان نام برد.

## نقد تثلیث
هاکس در قاموس مقدس گوید:"خدا از خود به وجود آمده، و طبیعت خدائی، قصد از سه اقنوم مساوی الجوهر است (متی ۱۹:۲۸ و نامه ۲ پولس به قرنطیان ۱۴:۱۳) یعنی خدا پدر، خدا پسر، خدا روح القدس. خدا پدر خالق جمیع کائنات است به واسطه پسر (مزمور ۶:۳۳ و نامه ۱ پولس به کولسیان ۱۶:۱ و نامه وی به عبرانیان ۲:۱) و این سه اقنوم را یک مرتبه و در درجه و عمل است".
نیز گوید: "نماز جز به حضرت ایزد تعالی به دیگری بجا آورده نمی‌شود (متی ۱۰:۴ مقابله کنید با تثنیه ۱۳:۶ و ۲۰:۱۰) و البته اگر اوّلاً به خود مسیح یا به روح القدس هم نماز کنیم بر جا و صحیح خواهد بود، زیرا آن‌ها نیز از جوهر الهی هستند (مقابله اعمال رسولان ۵۹:۷ و ۶۰ و نامه اول پولس به قرنطیان ۲:۱ و نامه او فیلیپیان ۹:۲) و بسیار اوقات منجی ما (مسیح ۷) منفرداً در دشت رفته و دعا می‌فرمود (متی ۲۳:۱۴ و ۳۹:۲۶ و مرقس ۳۵:۱ و لواقاه: ۱۶) و بلندترین نمازی که مسیح عیسی ۷ به جا آورد که نسبت به سایر نمازها اهمیتش بیشتر است، همان نماز آخری است که حضرتش با شاگردان و به جهت شاگردان خود به جا آورد (یوحنا ۵–۱:۱۷ و ۱۹:۶ و ۲۶:۲۰)".
همچنین می‌گوید: "مسیح از خدا تشکّر کرد که دعای او را استجابت نمود (یوحنا ۴۱:۱۱ و ۴۲) و برای اعانت خواستن از خدا دعا نمود (یوحنا ۲۷:۱۲) و از وی مسئلت نمود که چرا مرا به خود وا گذاشتی، در هنگامی که او را به دار می‌آویختند (متی ۴۶:۲۷)".
دین اسلام تثلیث را رد می‌کند. آیه ۱۷۱ سوره نساء:
یَا أَهْلَ الْکِتَابِ لَا تَغْلُوا فِی دِینِکُمْ وَلَا تَقُولُوا عَلَی اللَّهِ إِلَّا الْحَقَّ ۚ إِنَّمَا الْمَسِیحُ عِیسَی ابْنُ مَرْیَمَ رَسُولُ اللَّهِ وَکَلِمَتُهُ أَلْقَاهَا إِلَیٰ مَرْیَمَ وَرُوحٌ مِّنْهُ ۖ فَآمِنُوا بِاللَّهِ وَرُسُلِهِ ۖ وَلَا تَقُولُوا ثَلَاثَةٌ ۚ انتَهُوا خَیْرًا لَّکُمْ ۚ إِنَّمَا اللَّهُ إِلٰهٌ وَاحِدٌ ۖ سُبْحَانَهُ أَن یَکُونَ لَهُ وَلَدٌ ۘ لَّهُ مَا فِی السَّمَاوَاتِ وَمَا فِی الْأَرْضِ ۗ وَکَفَیٰ بِاللَّهِ وَکِیلًا.
ترجمه: ای اهل کتاب، در دین خود اندازه نگه دارید، و دربارهٔ خدا جز به راستی سخن نگویید؛ در حق مسیح عیسی بن مریم جز این نشاید گفت که او رسول خداست و کلمه الهی است که به مریم فرستاده و روحی از عالم الوهیت است؛ پس به خدا و همه فرستادگانش ایمان آورید و به تثلیث قائل نشوید (پدر و پسر و روح القدس را خدا نخوانید)، از این گفتار شرک بازایستید که برای شما بهتر است، جز خدای یکتا خدایی نیست و منزّه و برتر از آن است که او را فرزندی باشد، هر چه در آسمان و زمین است همه ملک او است و خدا تنها به نگهبانی (همه موجودات) کافی است.